# Paolo Bettini
Paolo Bettini (* 1. dubna 1974 Cecina) je bývalý italský reprezentant v silniční cyklistice, mistr světa z let 2006 a 2007 a vítěz olympijského závodu 2004 (je vedle Hennieho Kuipera a Ercole Baldiniho jediným závodníkem v historii, který vyhrál individuální závod na OH i MS v kategorii Elite). Je také vítězem celkové klasifikace Světového poháru z let 2002, 2003 a 2004, vyhrál jednorázové závody Lutych-Bastogne-Lutych 2000 a 2002, Coppa Sabatini 2002, Milán – San Remo 2003, Clásica de San Sebastián 2003 a Giro di Lombardia 2005 a 2006 i etapové závody Kolem Valonska 2003 a Tirreno–Adriatico 2004. Získal jedno etapové vítězství na Tour de France, dvě na Giro d'Italia a pět na Vuelta a España, na Giru vyhrál bodovací soutěž v letech 2005 a 2006, nejlepšího celkového umístění dosáhl v roce 1998 (7. místo). Je také mistrem Itálie v silničním závodě jednotlivců z let 2003 a 2006, v roce 2008 vyhrál spolu s Joanem Llanerasem dráhovou Šestidenní v Miláně. V letech 2010 až 2013 byl trenérem italské cyklistické reprezentace. Je držitelem ceny Vélo d'Or a Řádu zásluh o Italskou republiku.